# James O’Shea
James „Jay” O’Shea (1988. augusztus 10., Dublin, Írország) ír labdarúgó, aki jelenleg a Birmingham Cityben játszik. Középpályásként és csatárként is bevethető.

## Pályafutása
O’Shea a St Joseph's Boysnál kezdett futballozni, de profi pályafutását már a Home Farmnál kezdte meg. 2007-ben a Bray Wanderershez igazolt, itt szerezte meg első profi gólját, egy Shamrock Rovers elleni mérkőzésen. Nem sokáig maradt, 2007 decemberében leigazolta az élvonalban szereplő Galway United. 2008-ban ő volt a gárda gólkirálya.
2008. november 17-én a Derby County próbajátékra hívta, egy Notts County elleni barátságos meccsen két gólt is szerzett. Jó teljesítménye ellenére a Kosok akkori mestere, Paul Jewell úgy döntött, nem igazolja le.
2009. augusztus 4-én a Galway vezetősége bejelentette, hogy megegyeztek a Birmingham Cityvel O’Shea vételárában. Az üzlet augusztus 10-én jött létre, a kék mezesek 70 ezer fontot fizettek érte, és egy kétéves szerződést adtak neki.

## Válogatott
O’Shea U19-es, U21-es és U23-as szinten is képviselte már Írországot. Az U21-es csapatban 2009. március 28-án gólt is szerzett, Spanyolország ellen.